# 中華人民共和国兵役法
中華人民共和国兵役法（ちゅうかじんみんきょうわこくへいえきほう）は、兵役に関する中華人民共和国の法律。

## 概要
中華人民共和国の建国以前より兵役に関する暗黙ルールがあったが建国に伴い明文化の必要性に迫られめに建国後の1953年3月に中央軍事委員会兵役法委員会を設立し、明文化に着手した。1955年7月第一期全人代にて9章58条からなる兵役法を可決させた。この法により定期的徴兵・退役による軍の安定強化を保ち、民兵制度を整備し毛沢東用兵思想の一つである人海戦術戦を実施できる体制を整え持続した。質の低い兵でも大量動員する事で戦術的優位を保つ「人海戦術」は、火器爆薬の進化、航空機・輸送船・車両の性能向上による兵站補給能力の向上などの技術の進歩によって陳腐化し、戦術的優位性を失っていく。毛沢東から鄧小平に指導者が入れ替わった後の1979年中央軍事委から兵役法修正を提言。80年8月兵役法修正指導
小組及び弁公室を設立し、修正に着手。84年5月に第二版として12章65条からなる兵役法が全人代にて可決、同年10月に施行された。義務兵役制から義務兵役制と志願制を併用し、民兵とそれまでの予備役制度を融合させた。長らく中国軍事の基幹法として機能してきたが、1990年代に入りハイテク兵器時代に突入すると、兵役を規定した兵役法だけでは対応できなくなり、1997年国防法を成立させ国防の基幹法の地位を譲った。兵役法自体も1998年ハイテク化を視野にいれ改正した。この改正で徴兵期間を短縮し、人員を削減する反面、削減した人員分の予算をハイテク化への予算に振り分けるなどそれまでの路線を大幅に切り替えたものである。これらに連動する形で、人民解放軍現役士兵（下士官・兵）服役条例を改訂（1999年）、中央省庁も統廃合を行い「国家国防科技工業局」に集約設立するなどしつつも、国家動員法を成立させ有事の際の大量動員を担保した。1998年12月29日改正の兵役法により、志願兵が優遇されるようになり、制度としては選抜徴兵制度は一応残ってはいるものの、貧困にあえぐ農村部を中心に志願者が必要人数枠を埋める応募があるため実質志願制に移行しつつある。また、下士官を優遇するよう改訂するとともに、下士官階級を4階級から6階級に改め、やる気のあるものが昇進しやすくする構成でもって軍を活性化すると共に、軍の専門化を推し進めている。